# Östberga
Östberga est un quartier du district de Enskede-Årsta-Vantör à Stockholm en Suède,.

## Situation
Au nord, Östberga borde Årsta le long de l'ancien Årstalänken et du côté sud d'Årstabergsvägen.
À l'ouest, Östberga borde Västberga le long du côté est de la ligne principale.
Après cela, Östberga borde Solberga au cimetière de Västberga.
Au sud, Östberga borde Liseberg dans la zone forestière à l'ouest d'Östbergabackarna et du terrain de sport de Liseberg.
Sjöholmsvägen forme la frontière avec le château d'Örby et Sparreholmsvägen, Huddingevägen et Bussens väg forment la frontière avec Stureby à l'est.
Ensuite, la frontière vers Enskedefältet traverse l'Huddingevägen en direction du point où Årstalänken se terminait auparavant.
Une grande partie du quartier est constituée de terrains industriels, Årsta partihallar, et la voie ferrée.
À Östberga se trouve Årstafältet, qui occupe environ 50 hectares du quartier avec, entre autres, des terrains de sport et un terrain de golf.

## Transports
La partie orientale d'Östberga, Gamla Östberga, est accessible avec le bus 144 (Gullmarsplan-Fruängen) de Storstockholms Lokaltrafik, tandis qu'Östbergahöjden et Östbergabackarna sont accessibles avec le bus 134 depuis Liljeholmen.
Le quartier disposera de la station Östbergahöjden du métro de Stockholm, lorsque la ligne jaune sera construite entre Fridhemsplan et Älvsjö.

## Vieille route du Göta
Directement à travers Årstafältet, en passant par Östbergahöjden et devant l'église de Brännkyrka, passe la route de campagne médiévale de Göta, qui jusque dans les années 1670 était la route principale entre Stockholm et le Götaland.

## Galerie

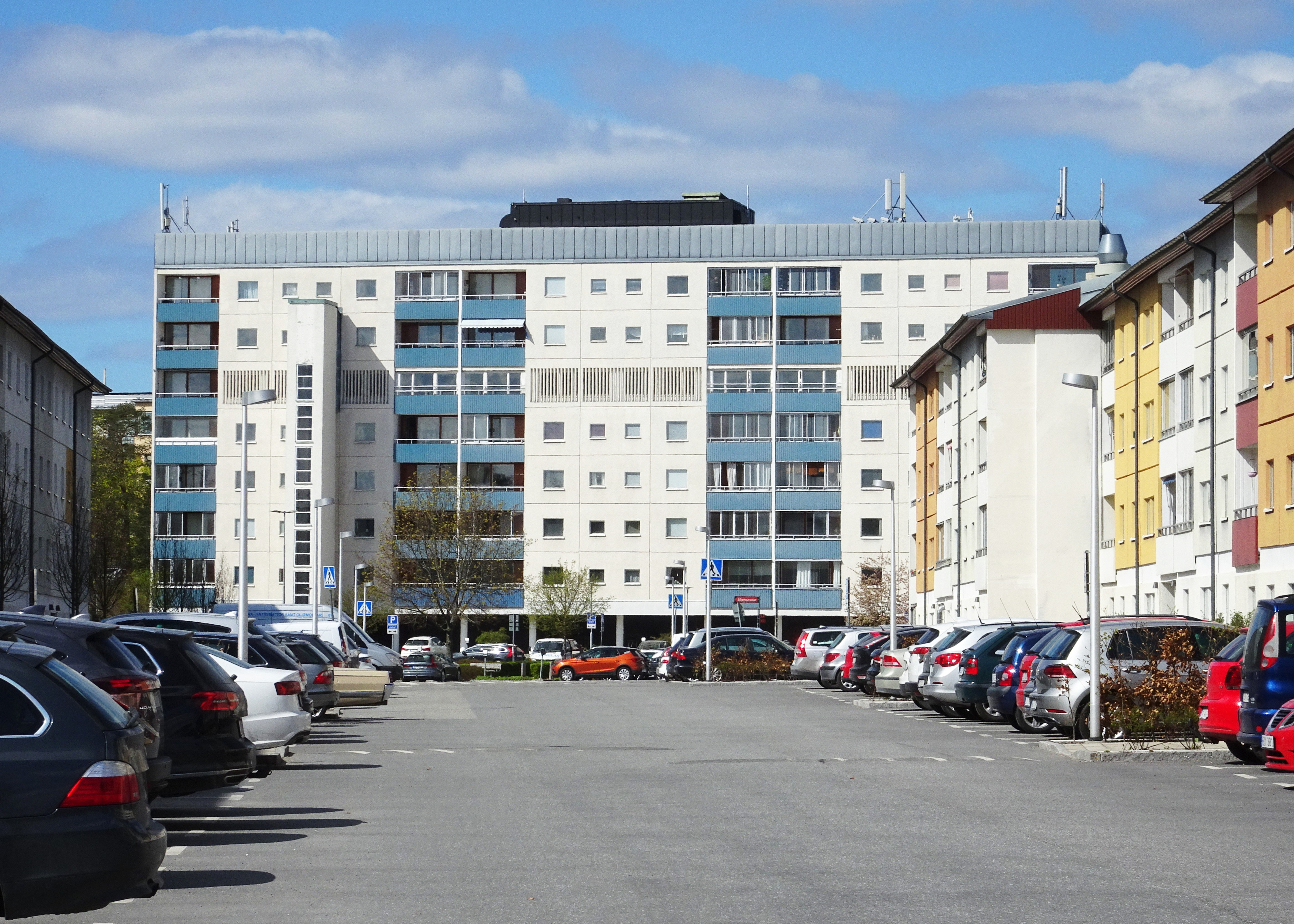
La maison des ascenseurs au kvarteret Stamtavlan.
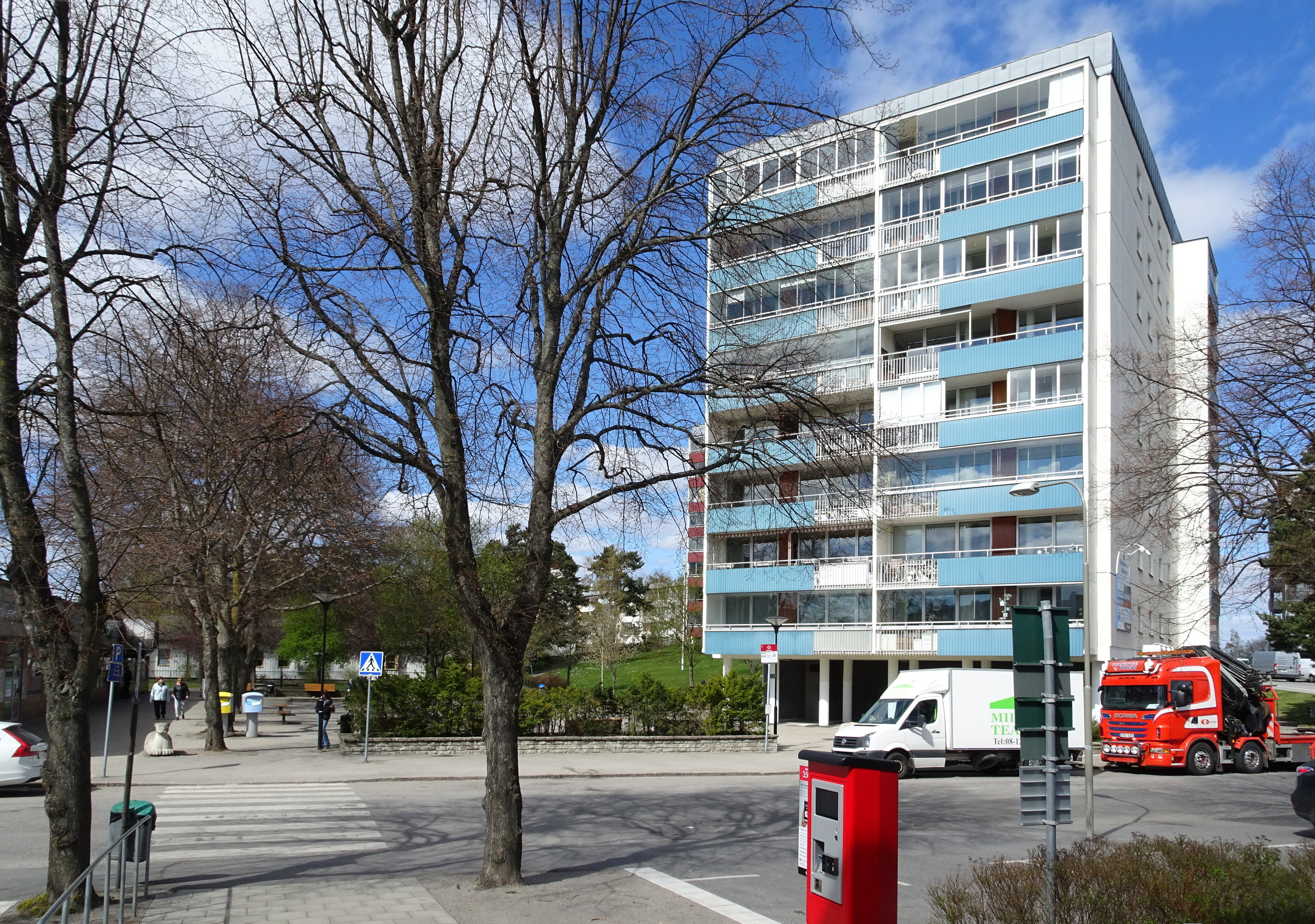
Bâtiment au kvarteret Stamtavlan.
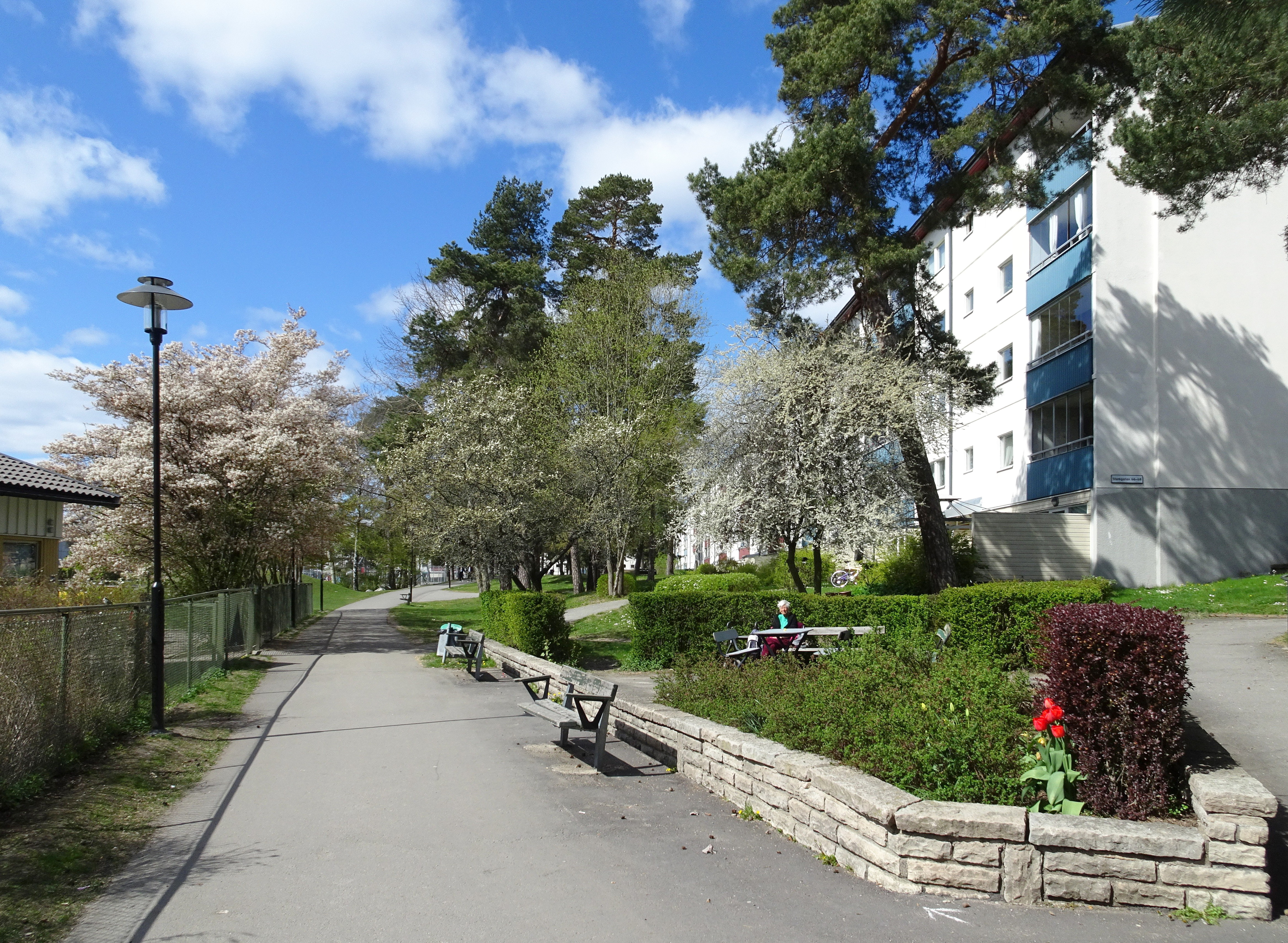
Stamparken.

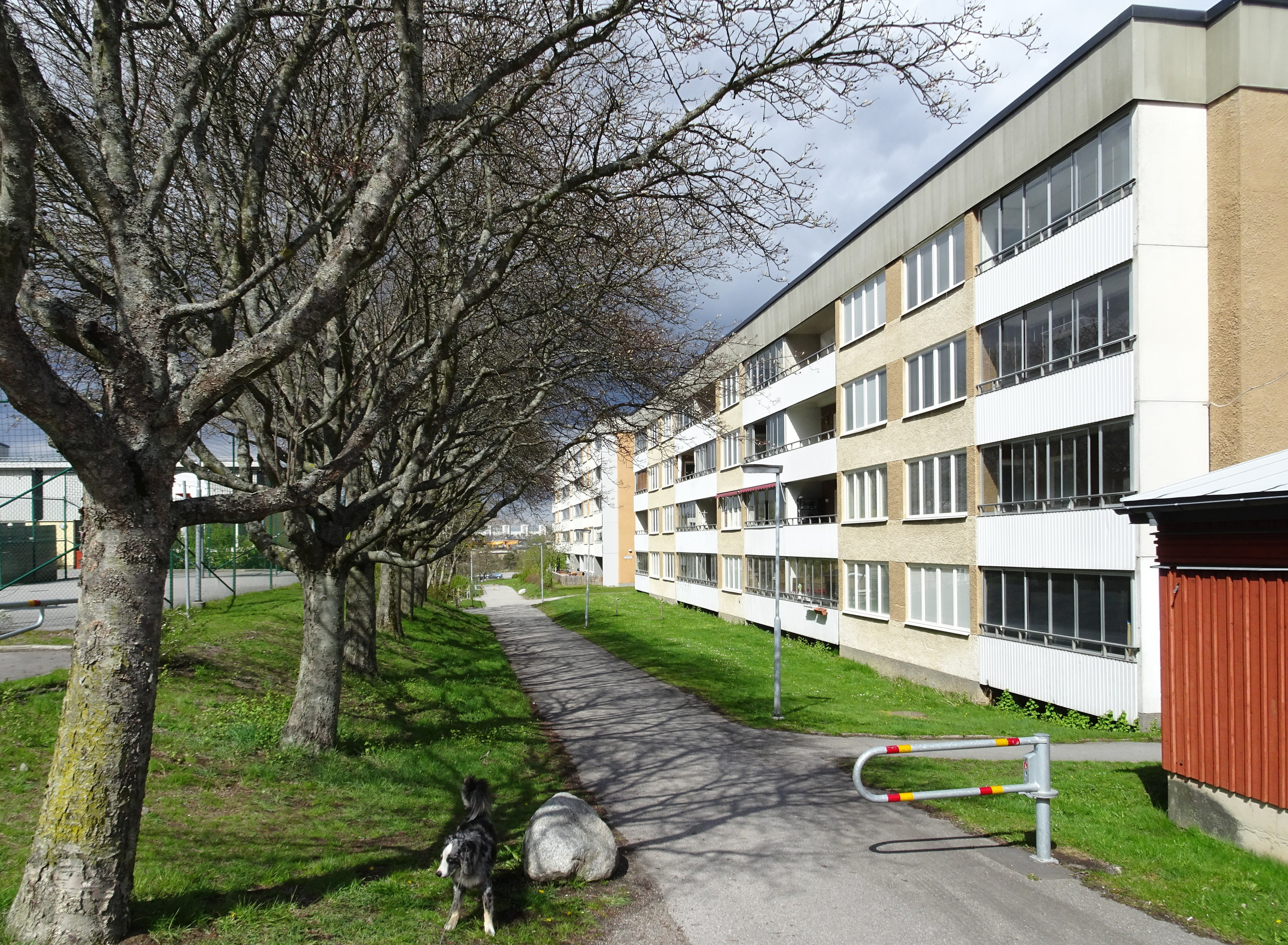
Maison à Sibbarpsgränd.
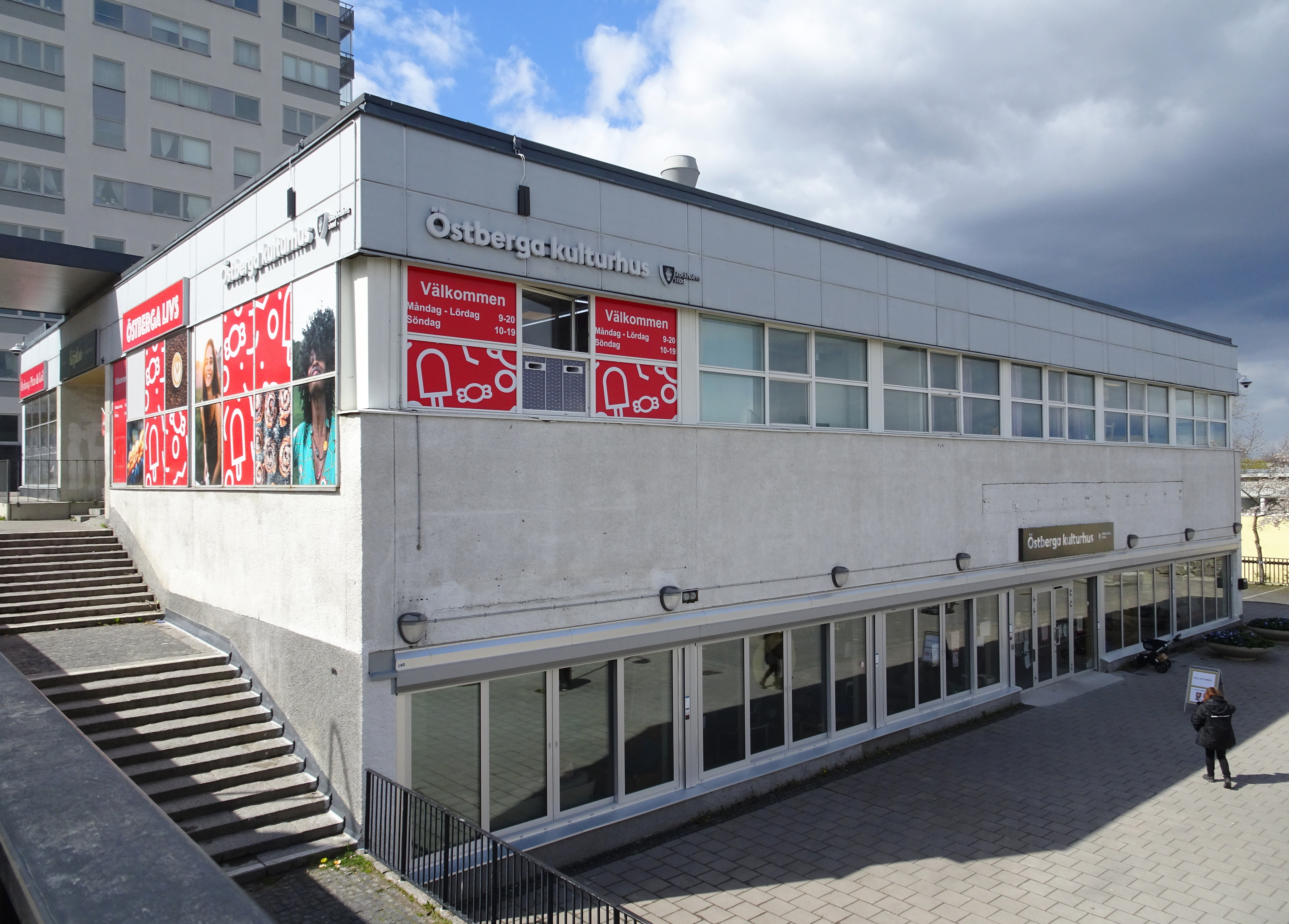
Maison de la culture d'Östberga.
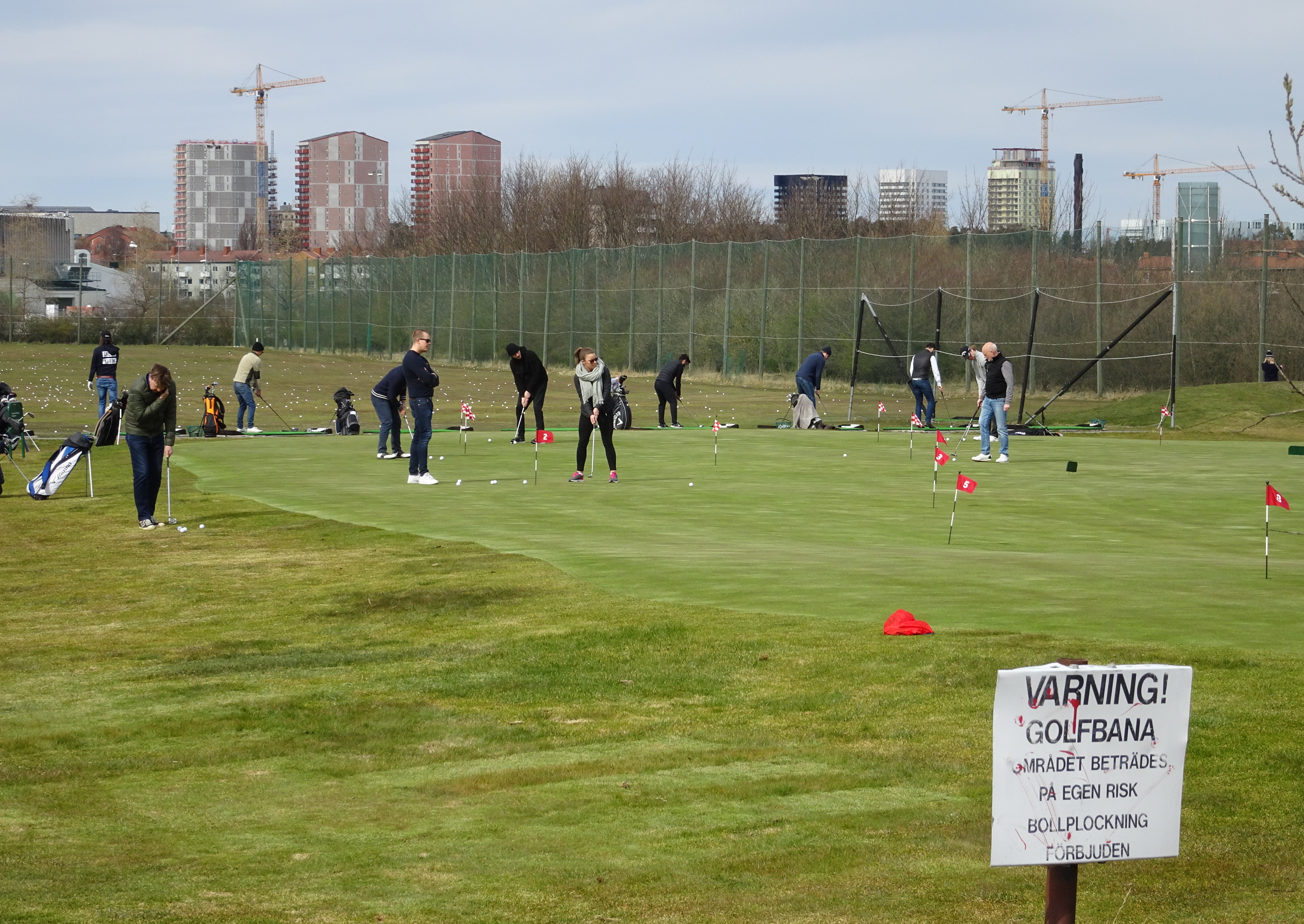
Golf à Årstafältet.